# Clenchwarton
Clenchwarton är en ort och civil parish i Storbritannien.   Den ligger i grevskapet Norfolk och riksdelen England, i den sydöstra delen av landet, 140 km norr om huvudstaden London. Clenchwarton ligger 2 meter över havet och antalet invånare är 2 041.
Terrängen runt Clenchwarton är mycket platt. Runt Clenchwarton är det ganska tätbefolkat, med 90 invånare per kvadratkilometer. Närmaste större samhälle är King's Lynn, 2,5 km öster om Clenchwarton. Trakten runt Clenchwarton består till största delen av jordbruksmark.